# Stewart International Airport

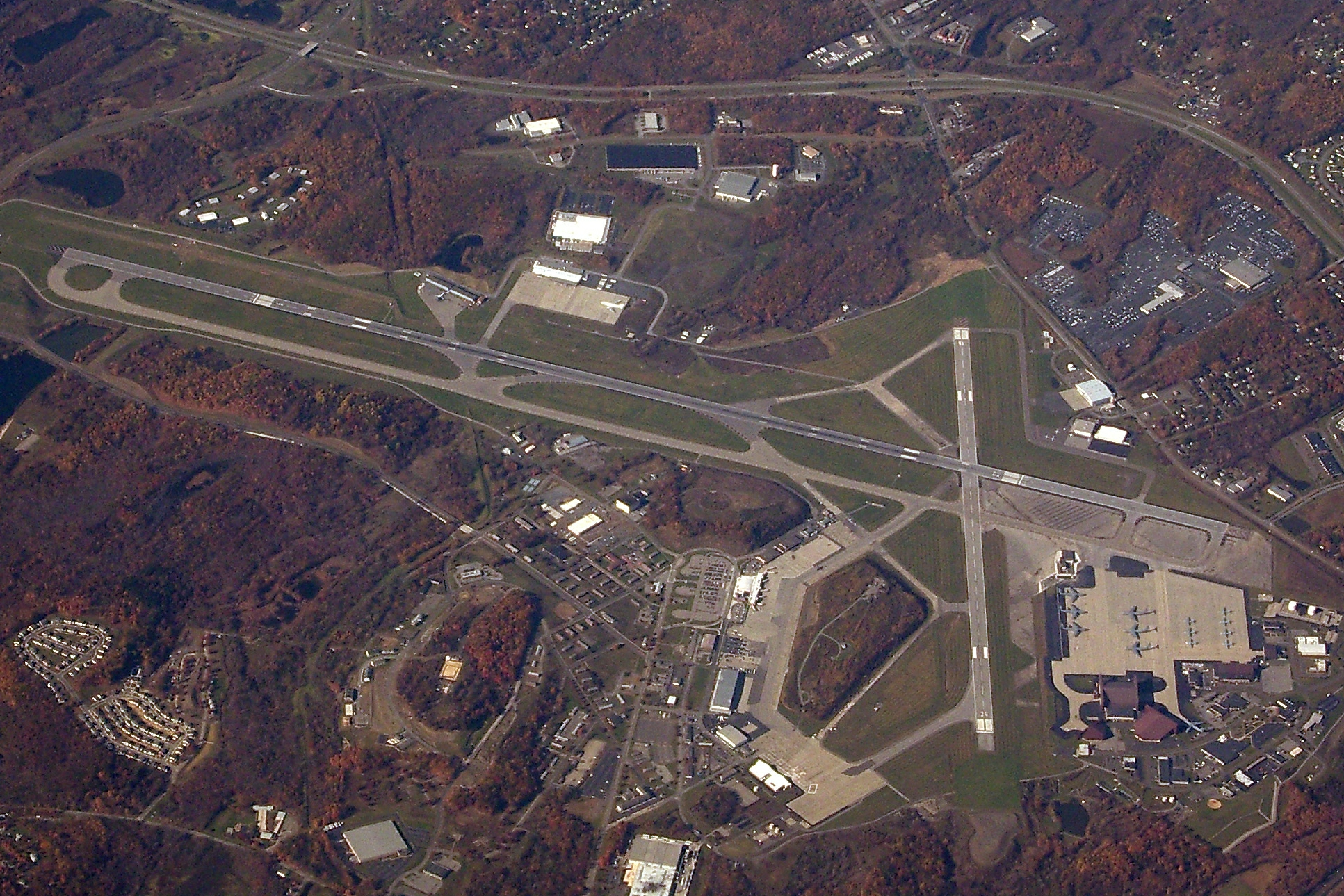
Flygbild över flygplatsen.

Stewart International Airport (IATA: SWF, ICAO: KSWF) är en internationell flygplats och militärbas i Orange County, New York, USA. Flygplatsen ligger vid städerna Newburgh och New Windsor i Hudson Valley, cirka 9,7 mil norr om Manhattan.
Flygplatsen utvecklades på 1930-talet som en militärbas för att tillåta kadetter vid den närliggande United States Military Academy i West Point att lära sig flyga. Sedan dess har flygplatsen vuxit till att även utgöra en betydande passagerarflygplats för Hudson Valleyregionen. Militärbasen inrymmer Flygnationalgardet och USA:s marinkår. Stewart fungerade som reservflygplats för Rymdfärjeprogrammet vid händelse av en nödsituation.

## Flygbolag och destinationer

### Passagerare
| Flygbolag         | Destinationer |
| ----------------- | --- |
| Allegiant Air     | Orlando/Sanford, Punta Gorda, St. Petersburg/Clearwater Säsong: Destin/Fort Walton Beach, Myrtle Beach, Savannah |
| Frontier Airlines | Atlanta, Fort Lauderdale, Orlando Säsong: Raleigh/Durham, Tampa                                                  |
| PLAY              | Reykjavik–Keflavík                                                                                               |

### Frakt
| Flygbolag   | Destinationer                                                                                |
| ----------- | -------------------------------------------------------------------------------------------- |
| FedEx       | Allentown, Columbus–Rickenbacker, Greensboro, Indianapolis, Memphis, Newark Säsong: Hartford |
| UPS         | Louisville                                                                                   |
| Kalitta Air | Los Angeles                                                                                  |

## Militärflygplats
På Stewart Air National Guard Base finns 105th Airlift Wing (105 AW) baserad, som ingår i New Yorks flygnationalgarde. Sedan 2011 flyger de med transportflygplanet C-17 Globemaster III som ersatte de tidigare C-5 Galaxy som flottlijen haft sedan 1984.
Vidare fanns på Stewart även ett reservförband i USA:s marinkår, Marine Aerial Refueler Transport Squadron 452 (VMGR-452) som flög med KC-130, en modifierad lufttankningsversion av C-130 Hercules. VMGR-452 lades ned 2 december 2022.